# Обьольс, Франсеск
Франсеск Обьольс (кат. Francesc Obiols; род. 10 марта 1975, Андорра-ла-Велья) — андоррский футболист, защитник. Выступал за клуб «Органья» и национальную сборную Андорры.

## Биография

### Клубная карьера
В 1996 году играл за испанский клуб «Органья» из одноимённого муниципалитета.

### Карьера в сборной
13 ноября 1996 года национальная сборная Андорры проводила свой первый международный матч против Эстонии и Исидре Кодина вызвал Франсеска в стан команды. Товарищеская встреча закончилась поражением сборной карликового государства со счётом (1:6), Обьольс отыграл все 90 минут поединка. Этот матч стал для Франсеска Обьольса единственным в составе сборной.